# Carnosol
Carnosol es un diterpeno fenólico encontrado en el romero (Salvia rosmarinus) y Salvia pachyphylla.